# Володар хаосу
Володар хаосу (англ. Lord of Chaos) – шостий роман з циклу «Колесо часу» (англ. The Wheel of Time) американського письменника Роберта Джордана в жанрі епічного фентезі. Роман опублікувало видавництво Tor Books, він побачив світ 15 жовтня 1994 року. Роман складається з пролога,  55 розділів та епілогу.

## Стислий зміст
Кульмінацією роману є битва при Думайз-Веллз, в якій сили світла під проводом Перріна Айбари завдали поразки шайдо та айз-седай з Білої вежі. Більшість сюжетних ліній сходяться до цієї події.
Ранд аль-Тор оголосив амністію усім чоловікам, що можуть каналювати Єдину сину. Як наслідок колишній фальшивий Дракон Мазрім Таїм присягнув йому на вірність. Ранд дав йому завдання готувати армію чоловіків-каналювальників саїдіну (аша'манів)  в таборі, який назвали Чорною вежею. До Ранда звертаються з посольствами айз-седай із Білої вежі та  бунтівні айз-седай із Салідара. Перрін приходить у Кемлін.
Салідарські айз-седай обрали своєю амірлін-сіт (матінкою) Егвейн аль-Вір. Вона послала Найнів та Елейн в Альтару шукати тер'ангреал Чашу вітрів, здатний подолати спеку, яку насилає на світ Темний. З ними йде Мет, а незабаром і Перрін.
Айз-седай із Білої вежі викрадають Ранда, катують його. Довідавшись про це, Перрін збирає сили й розбиває айз-седай в та шайдо в битві при  Думайз-Веллз, де особливо проявилися аша'мани. Ранда звільнено й салідарські айз-седай змушені принести йому клятву на вірність.

## Зовнішні посилання
- Детальний опис кожної глави на http://www.encyclopaedia-wot.org[недоступне посилання з серпня 2019]